# توم هوبير
توم هوبير (بالإنجليزية: Tom Hopper) (14 ديسمبر 1993 ببوسطن في المملكة المتحدة - ) هو لاعب كرة قدم بريطاني في مركز الهجوم. لعب مع سكونثورب يونايتد وليستر سيتي ونادي بوري.

## وصلات خارجية
- توم هوبير على موقع قاعدة بيانات كرة القدم.إي يو (الإنجليزية)
- توم هوبير على موقع Soccerbase.com (لاعب) (الإنجليزية)
- توم هوبير على موقع Soccerway.com (الإنجليزية)
- توم هوبير على موقع AS.com (الإسبانية)